# Erzsébetváros díszpolgára
Az Erzsébetváros Díszpolgára kitüntetést Erzsébetváros Önkormányzata hozta létre és a polgármester adja át minden évben március 15-én. A díszpolgári cím adományozható annak, aki Erzsébetváros és polgárai javára kifejtett életművével, kiemelkedő munkásságával hozzájárult a kerület fejlődéséhez, gyarapodásához és hírnevének öregbítéséhez. A cím posztumusz is adományozható.

## Kitüntetettek

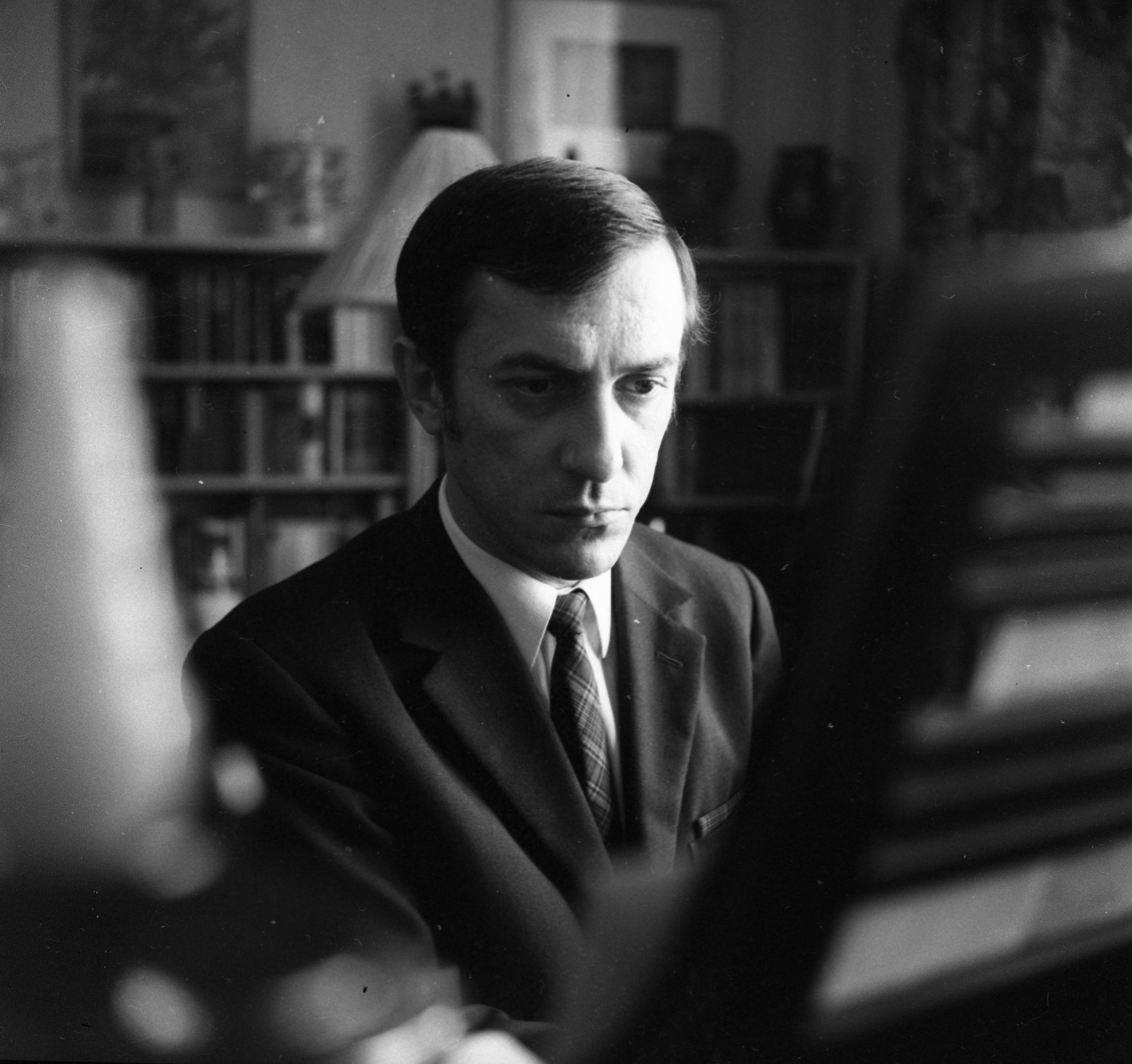
Antal Imre

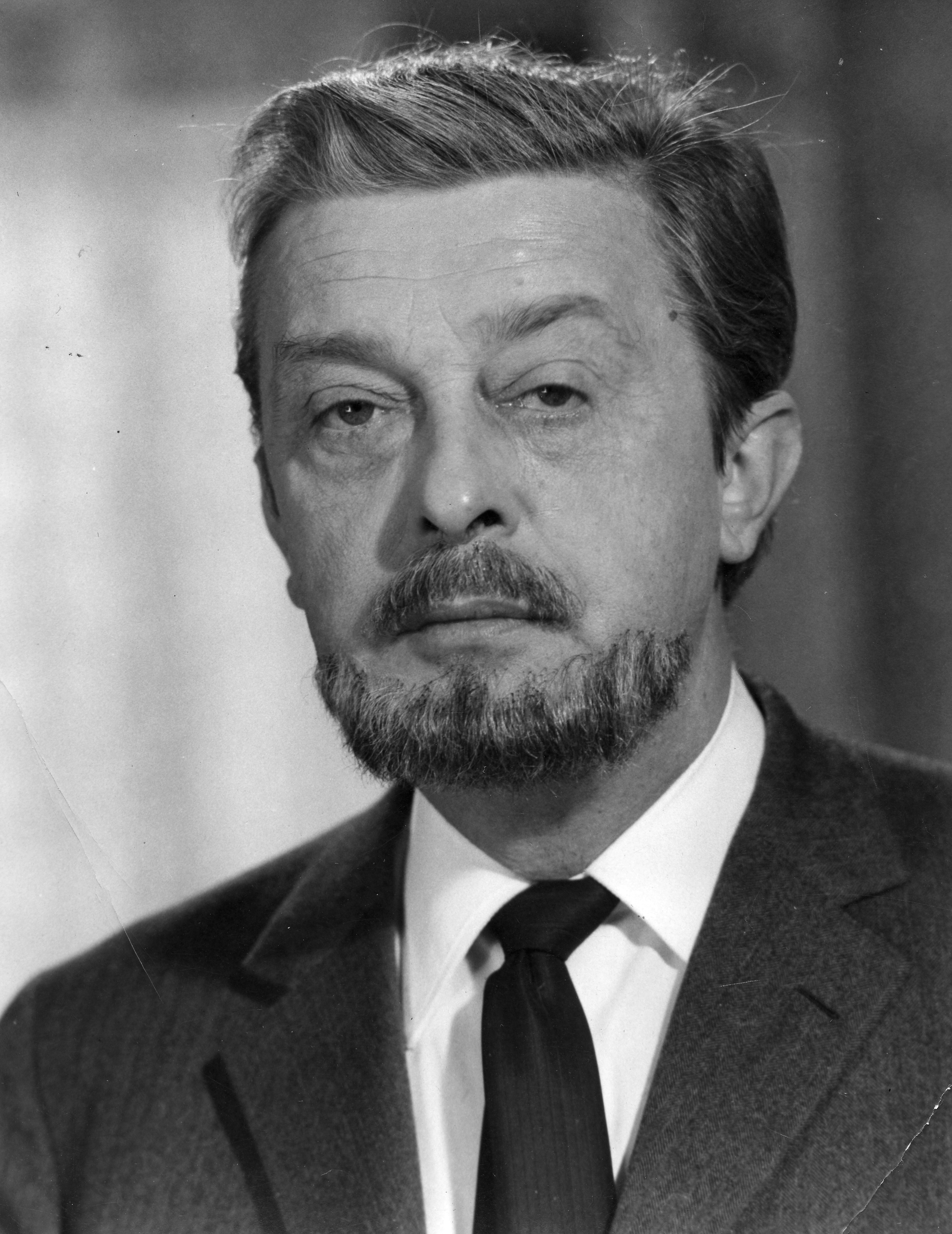
Mensáros László

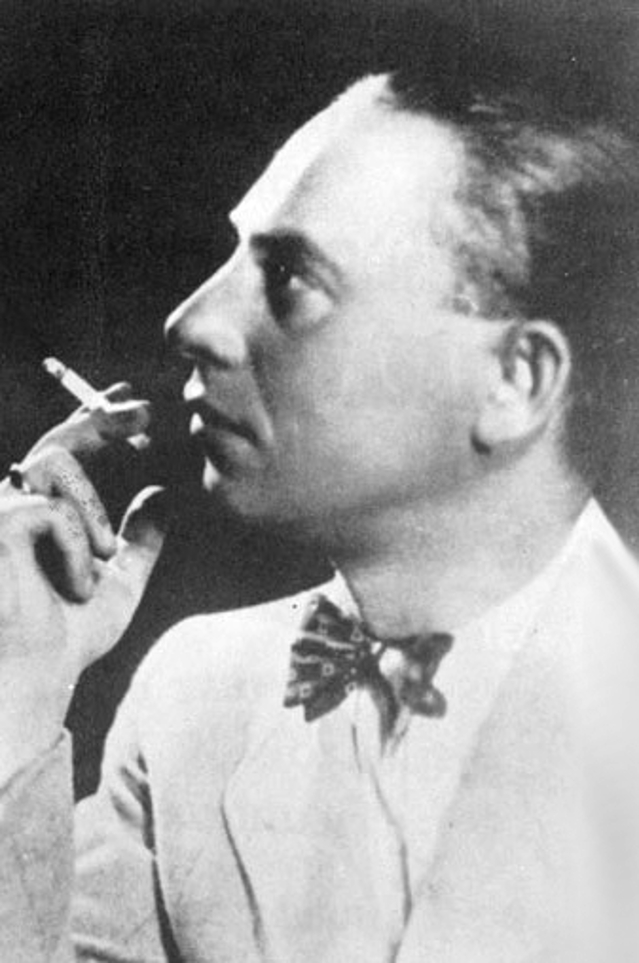
Seress Rezső

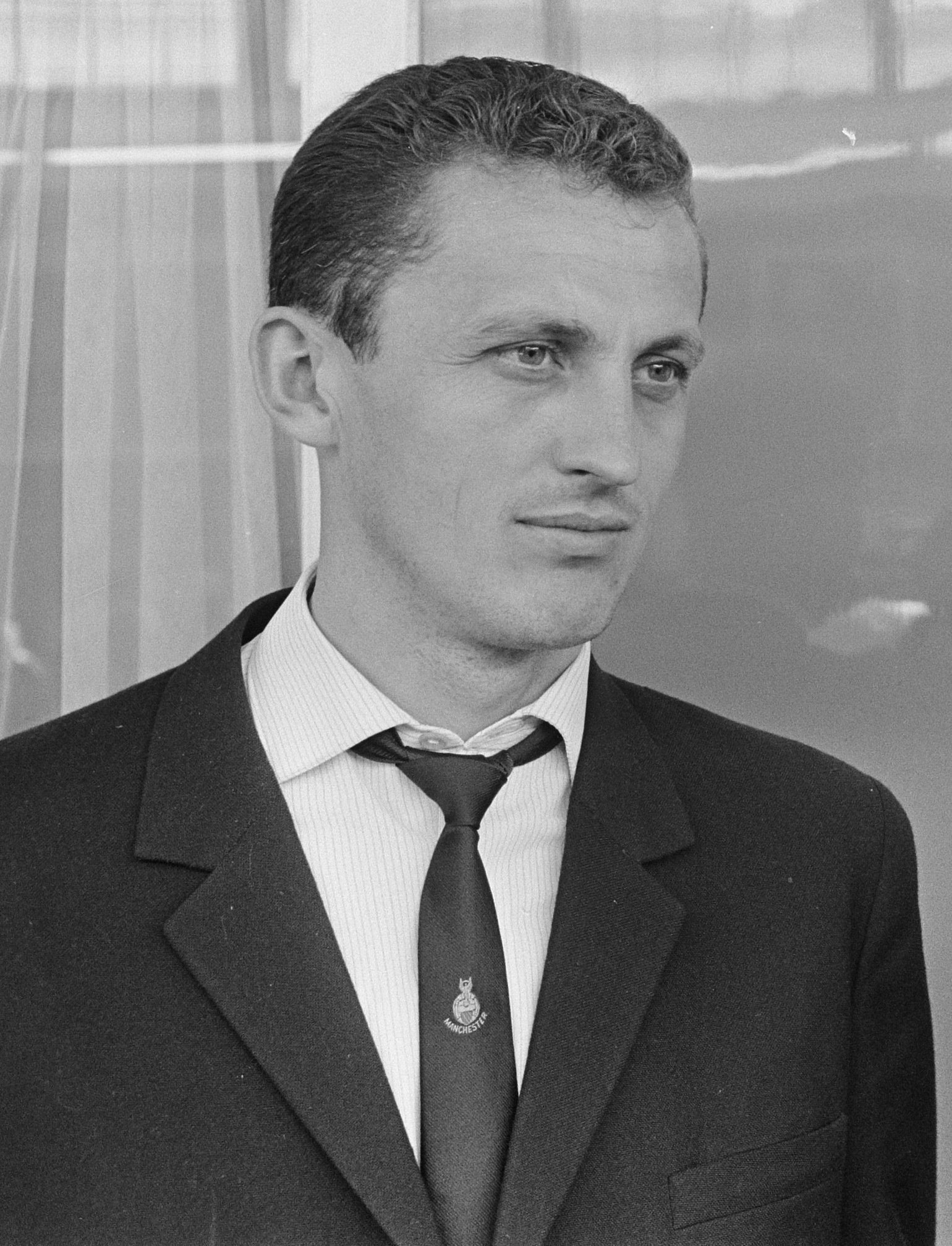
Albert Flórián

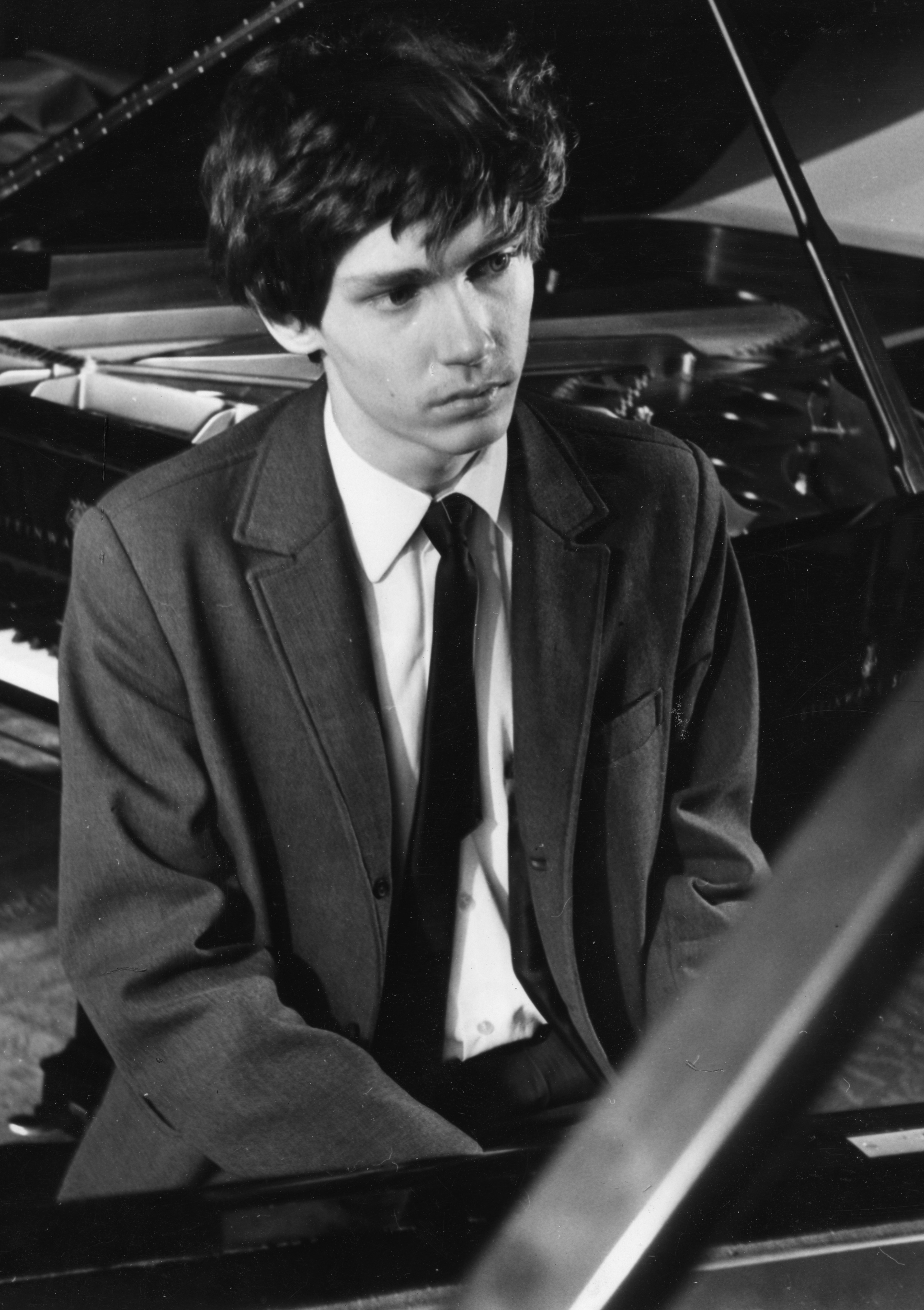
Kocsis Zoltán

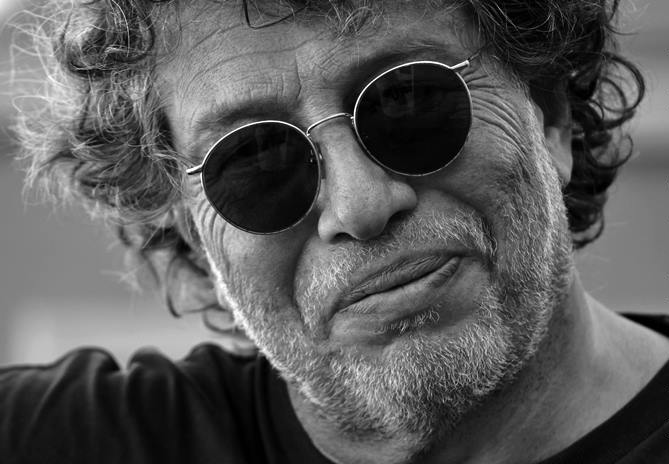
Presser Gábor

### 1999
- Jókai Anna (1932–2017), kétszeres Kossuth-díjas és József Attila-díjas író- és költőnő, a Nemzet Művésze
- Antal Imre (1935–2008), Erkel Ferenc-díjas zongoraművész, műsorvezető, színművész, humorista, érdemes művész
- Spányi Antal (1950–), püspök, a Katolikus Karitász elnöke
- Zoltai Gusztáv (1935–), a MAZSIHISZ igazgatója
- Rejtő Jenő (1905–1943), író, kabaré- és színpadi szerző, forgatókönyvíró (posztumusz)
- Kibédi Ervin (1924–1997), Jászai Mari-díjas színművész, komikus, érdemes művész (posztumusz)
- Örkény István (1912–1979), Kossuth-díjas író, gyógyszerész (posztumusz)
- Szegő Tamás (1931–1995), újságíró, jogász (posztumusz)

### 2000
- Janikovszky Éva (1926–2003), Kossuth-díjas és József Attila-díjas író, költő, szerkesztő
- Strausz Imre (1909–2000), orvos, egyetemi tanár (posztumusz)

### 2001
- Eötvös Gábor (1921–2002), Jászai Mari-díjas artista, zenebohóc, érdemes művész
- Konrád György (1933–2019), Kossuth-díjas író, esszéíró, szociológus
- Szabó Imre (1891–1955), református lelkész, budapesti esperes, a Világ igaza kitüntetés birtokosa (posztumusz)

### 2002
- Nagy László (1927–2005), olimpiai bronzérmes műkorcsolyázó, sportorvos, edző
- Fehér Klára (1922–1996), József Attila-díjas író, újságíró (posztumusz)

### 2003
- Gyarmathy Tihamér (1915–2005), Kossuth-díjas festőművész, érdemes és kiváló művész
- Erdős László (1913–1997), kétszeres József Attila-díjas író, költő, újságíró (posztumusz)

### 2004
- Ivánkay Mária (1934–), nyolcszoros siketlimpiai bajnok asztaliteniszező, sportvezető, a Nemzet Sportolója
- Mensáros László (1926–1993), Kossuth és kétszeres Jászai Mari-díjas színművész, érdemes és kiváló művész (posztumusz)

### 2005
- Heisler László (1918–2009), a Dohány utcai nagyzsinagóga örökös tiszteletbeli elnöke
- Csóka Béla (1926–2005), festőművész, tanár

### 2006
- Neményi Lili (1902–1988), operaénekesnő, színésznő, érdemes és kiváló művész (posztumusz)

### 2007
- Kemény Henrik (1925–2011), Kossuth-díjas bábművész, érdemes és kiváló művész
- Göllesz Viktor (1930–1999), gyógypedagógus, egyetemi tanár (posztumusz)
- Vogel Eric (1907–1996), díszlet- és jelmez tervező, grafikus, festőművész (posztumusz)

### 2008
- Márton István (1911–1988), iparos, kelmefestő mester, a Világ igaza kitüntetés birtokosa (posztumusz)

### 2009
- Perényi Eszter (1943–), Liszt Ferenc-díjas hegedűművész, tanszékvezető egyetemi tanár, érdemes és kiváló művész
- ifj. Járóka Sándor (1954-2007), hegedűművész, prímás, zeneszerző (posztumusz)

### 2010
2010-ben az elismerést nem adták át.

### 2011
- Benedek Tibor (1972-2020), háromszoros olimpiai bajnok vízilabdázó, edző
- Seress Rezső (1889–1968), zeneszerző, zongorista (posztumusz)

### 2012
- Demjén Ferenc (1946–), Kossuth-díjas énekes, dalszövegíró és basszusgitáros
- Albert Flórián (1941–2011), aranylabdás labdarúgó, a Nemzet Sportolója (posztumusz)

### 2013
- Prof. Dr. Schweitzer József (1922–2015), Széchenyi-díjas tudós, vallástörténész, egyetemi tanár, országos főrabbi
- Varga Gábor (1951–2012), Apáczai Csere János-díjas pedagógus, iskolaigazgató (posztumusz)

### 2014
- Sásdi Antal (1951–), orvos

### 2015
- Mácsai Pál (1961–), Kossuth- és Jászai Mari-díjas színművész, rendező, érdemes művész, a Halhatatlanok Társulatának örökös tagja
- Elekfy Jenő (1895–1963), Munkácsy-díjas festőművész, grafikus, tanszékvezető egyetemi tanár, érdemes művész (posztumusz)

### 2016
- Végh Tamás (1947–), református lelkész

### 2017
- Kiss Gergely (1977–), háromszoros olimpiai bajnok vízilabdázó, jogász
- Kocsis Zoltán (1957–2016), kétszeres Kossuth- és Liszt Ferenc-díjas zongoraművész, karmester, zeneszerző, érdemes és kiváló művész (posztumusz)

### 2018
- Kun Miklós (1946–), Széchenyi-díjas történész, egyetemi tanár
- Herzl Tivadar (1860-1904), osztrák-magyar író, újságíró, jogász, politikus, a cionizmus atyja (posztumusz)

### 2019
- Presser Gábor (1948–) előadóművész, zeneszerző, zongoraművész
- Honthy Hanna (1893–1978) színművész, operetténekes (posztumusz)[1]

### 2022
- Tettamanti Béla Munkácsy Mihály-díjas magyar grafikus, képzőművész „Erzsébetváros Díszpolgára” posztumusz címet kapott életműve és munkássága elismeréseként.
- Fahidi Éva író, színésznő, holokauszt túlélő, példamutató életpályájának elismeréseként  „Erzsébetváros Díszpolgára” címben részesült.